# Boromys torrei
Espèce
Statut de conservation UICN

 EX  : Éteint
Boromys torrei est une espèce de mammifères rongeurs de la famille des Echimyidae qui regroupe des rats épineux originaires d'Amérique latine. C'est une espèce éteinte.
Cette espèce a été décrite pour la première fois en 1917 par le zoologiste américain Glover Morrill Allen (1879-1942). Publication originale : G.M. Allen, (1917). Bulletin of the Museum of Comparative Zoology. Harvard College, Cambridge. 61(1): 6.